# پاناسونیک پانترز
پاناسونیک پانترز (انگلیسی: Panasonic Panthers) تیم والیبال مردان مستقر در شهرستان هیراکاتا اوساکا ژاپن است. پنترز در وی لیگ بازی می‌کند. باشگاه در سال ۱۹۵۲ تأسیس شد و صاحب باشگاه پاناسونیک است.